# Taohuayuan, Hunan
Taohuayuan (kinesiska: 桃花源, 桃花源镇) är en köpinghuvudort i Kina. Den ligger i provinsen Hunan, i den södra delen av landet, omkring 160 kilometer nordväst om provinshuvudstaden Changsha. Antalet invånare är 26 340. Befolkningen består av 12 924 kvinnor och 13 416 män. Barn under 15 år utgör 12,0 %, vuxna 15-64 år 73 %, och äldre över 65 år 13,0 %.
Runt Taohuayuan är det ganska tätbefolkat, med 239 invånare per kvadratkilometer. Taohuayuan är det största samhället i trakten. I omgivningarna runt Taohuayuan växer i huvudsak blandskog.
Genomsnittlig årsnederbörd är 1 918 millimeter. Den regnigaste månaden är maj, med i genomsnitt 316 mm nederbörd, och den torraste är december, med 44 mm nederbörd.